# 아기 거북 토토의 바다 대모험
아기 거북 토토의 바다 대모험(Turtle: The Incredible Journey)은 2009년 개봉한 다큐멘터리 영화이다. 독일어 버전은 한넬로르 엘스너, 영어 버전은 미란다 리처드슨이 나레이터 역할을 맡았다. 플로리다주 해변에서 태어난 거북 토토는 바다로 들어갔다가 여러 군데를 거치다가 고향까지 다시 돌아오는 내용을 담고 있다.

## 출연

### 주연
- 미란다 리차드슨

## 기타
- 공동제작: 솔베이그 란젤랜드
- 공동제작: 헬무트 웨버